# Jevgeņijs Miļevskis
Jevgeņijs Miļevskis (en russe : Евгений Милевский), né le 15 août 1961 à Riga en Lettonie, est un footballeur international letton, qui évoluait au poste d'attaquant.

## Biographie

### Carrière de joueur
Jevgeņijs Miļevskis dispute quatre matchs en Coupe des coupes, pour un but inscrit, et trois matchs en Coupe UEFA,.

### Carrière internationale
Jevgeņijs Miļevskis compte trois sélections et un but avec l'équipe de Lettonie en 1994. 
Il est convoqué pour la première fois par le sélectionneur national Jānis Gilis pour un match des éliminatoires de l'Euro 1996 contre l'Irlande le 7 septembre 1994 (défaite 3-0). Par la suite, le 9 octobre 1994, il inscrit son seul but en sélection contre le Portugal, lors d'un match des éliminatoires de l'Euro 1996 (défaite 3-1). Il reçoit sa dernière sélection le 15 novembre 1994 contre le Liechtenstein (victoire 1-0).

## Palmarès
Il est champion d'Autriche en 1991 avec l'Austria Vienne. Il remporte également la coupe d'Autriche en 1990 ainsi que la supercoupe d'Autriche en 1990.

## Statistiques

### Statistiques en club
| Saison                | Club                  | Championnat           | Championnat | Championnat | Coupe(s) nationale(s) | Coupe(s) nationale(s) | Compétition(s) continentale(s) | Compétition(s) continentale(s) | Compétition(s) continentale(s) | Total | Total |
| Saison                | Club                  | Division              | M.          | B.          | M.                    | B.                    | Comp.                          | M.                             | B.                             | M.    | B.    |
| 1981                  | Daugava Riga          | D3                    | 33          | 8           | -                     | -                     | -                              | -                              | -                              | 33    | 8     |
| 1982                  | Daugava Riga          | D2                    | 31          | 9           | 6                     | 1                     | -                              | -                              | -                              | 37    | 10    |
| 1983                  | Daugava Riga          | D2                    | 42          | 9           | 1                     | 0                     | -                              | -                              | -                              | 43    | 9     |
| 1984                  | Daugava Riga          | D2                    | 17          | 10          | 2                     | 0                     | -                              | -                              | -                              | 19    | 10    |
| Sous-total            | Sous-total            | Sous-total            | 123         | 36          | 9                     | 1                     | -                              | -                              | -                              | 132   | 37    |
| 1984                  | Spartak Moscou        | D1                    | 6           | 0           | -                     | -                     | -                              | -                              | -                              | 6     | 0     |
| Sous-total            | Sous-total            | Sous-total            | 6           | 0           | -                     | -                     | -                              | -                              | -                              | 6     | 0     |
| 1985                  | Daugava Riga          | D2                    | 48          | 24          | 4                     | 4                     | -                              | -                              | -                              | 52    | 28    |
| 1986                  | Daugava Riga          | D2                    | 46          | 14          | 5                     | 6                     | -                              | -                              | -                              | 51    | 20    |
| 1987                  | Daugava Riga          | D2                    | 42          | 16          | 4                     | 0                     | -                              | -                              | -                              | 46    | 16    |
| 1988                  | Daugava Riga          | D2                    | 39          | 18          | 1                     | 1                     | -                              | -                              | -                              | 40    | 19    |
| Sous-total            | Sous-total            | Sous-total            | 175         | 72          | 14                    | 11                    | -                              | -                              | -                              | 189   | 83    |
| 1989-1990             | Austria Vienne        | D1                    | 23          | 7           | 5                     | 2                     | C3                             | 3                              | 0                              | 31    | 9     |
| 1990-1991             | Austria Vienne        | D1                    | 27          | 8           | 3                     | 2                     | C2                             | 4                              | 1                              | 34    | 11    |
| Sous-total            | Sous-total            | Sous-total            | 50          | 15          | 8                     | 4                     | -                              | 7                              | 1                              | 65    | 20    |
| 1991-1992             | VSE St. Pölten        | D1                    | 34          | 4           | 1                     | 1                     | -                              | -                              | -                              | 35    | 5     |
| 1992-1993             | VSE St. Pölten        | D1                    | 33          | 6           | 3                     | 2                     | -                              | -                              | -                              | 36    | 8     |
| 1993-1994             | VSE St. Pölten        | D1                    | 28          | 4           | 1                     | 0                     | -                              | -                              | -                              | 29    | 4     |
| Sous-total            | Sous-total            | Sous-total            | 95          | 14          | 5                     | 3                     | -                              | -                              | -                              | 100   | 17    |
| Total sur la carrière | Total sur la carrière | Total sur la carrière | 449         | 137         | 36                    | 19                    | -                              | 7                              | 1                              | 492   | 157   |

### Buts en sélection
Le tableau suivant liste les résultats de tous les buts inscrits par Jevgeņijs Miļevskis avec l'équipe de Lettonie.
| But | Date           | Stade, ville, pays            | Adversaire | Résultat | Match, compétition      |
| --- | -------------- | ----------------------------- | ---------- | -------- | ----------------------- |
| 1er | 9 octobre 1994 | Stade Daugava, Riga, Lettonie | Portugal   | D 1-3    | Éliminatoires Euro 1996 |